# Nyctemera kiauensis
Nyctemera kiauensis là một loài bướm đêm thuộc phân họ Arctiinae, họ Erebidae.